# Josefina Angélica Meabe
Josefina Angélica Meabe Ferré de Mathó (Buenos Aires, 15 de junio de 1939-La Paz, 31 de enero de 2023) fue una hacendada y política argentina del Partido Liberal de Corrientes, que se desempeñó como senadora nacional por la provincia de Corrientes entre 2009 y 2015.

## Biografía
Nació en Buenos Aires en 1939. Casada con un hacendado, se dedicó al rubro ganadero en la provincia de Corrientes.
Desarrolló su carrera política en el seno del Partido Liberal de Corrientes, partido al cual perteneció su familia por generaciones. Desempeñó varios cargos y alcanzó la presidencia del partido de 2009 a 2014, siendo la primera mujer en el cargo.
Entre 1993 y 1997 fue concejala del municipio correntino de Mariano I. Loza, siendo su intendenta entre 1997 y 2001.
En 2001 asumió como diputada provincial, siendo reelecta en 2005. En la Cámara de Diputados de la Provincia de Corrientes se desempeñó como presidenta del cuerpo durante sus dos mandatos, siendo la primera mujer en el cargo y quien más tiempo lo ocupó. En 2007 también presidió la convención constituyente que reformó la constitución provincial.
En las elecciones legislativas de 2009 fue electa senadora nacional por la provincia de Corrientes, al encabezar la lista de la Alianza Frente de Todos.
Fue presidenta de la comisión de Agricultura, Ganadería y Pesca; y vocal en las comisiones de Legislación General; de Economías Regionales, Economía Social, Micro, Pequeña y Mediana Empresa; de Ambiente y Desarrollo Sustentable; de Turismo; de Banca de la Mujer; y en la comisión bicameral investigadora de presuntas Irregularidades en las declaraciones juradas de venta al exterior de productos agropecuarios. Entre 2013 y 2014 fue suplente en el Parlamento del Mercosur.
En 2010 votó en contra del ley de matrimonio entre personas del mismo sexo.
Concluyó su mandato en 2015.
Falleció el martes 31 de enero de 2023 en La Paz, donde vivía con su hija.